# هومبيرتو كاريو
هومبيرتو كاريو (مواليد 1995)  هو مصارع محترف مكسيكي ،يعمل حالياً في دبليو دبليو إي حيث يصارع في عرض راو.

## وصلات خارجية
- هومبيرتو كاريو على موقع دبليو دبليو إي (الإنجليزية)
- هومبيرتو كاريو على موقع CageMatch worker (الإنجليزية)
- هومبيرتو كاريو على موقع قاعدة بيانات المصارعة على الإنترنت (الإنجليزية)
- هومبيرتو كاريو على موقع عالم المصارعة على الإنترنت (الإنجليزية)
- هومبيرتو كاريو على موقع عالم المصارعة على الإنترنت (الإنجليزية)